# James Fannin
James Walker Fannin, Jr. (Georgia, Estados Unidos, 1 de enero de 1804 - Goliad, Texas, 27 de marzo de 1836) fue un militar estadounidense que participó en la guerra de independencia de Texas.

## Estudios y primeros años
Su padre fue Isham Fannin y su madre una dama de buena familia. Siendo hijo ilegítimo, fue adoptado por su abuelo, con quien creció en una plantación en el condado de Marion, en Georgia. Se trasladó a West Point para ingresar a la Academia Militar de los Estados Unidos. Dos años más tarde abandonó sus estudios debido a su bajo desempeño, sus ausencias y bajas calificaciones. Regresó a Georgia para dedicarse al comercio en Columbus. Fue secretario de una sociedad de temperancia e inspector de la milicias del estado. En 1829 contrajo matrimonio con Minerva Fort, con quien tuvo dos hijas: Jamie y Eliza.

## Esclavista en Velasco
En 1834 se trasladó al estado mexicano de Coahuila y Texas para establecerse en Velasco. Cuando llegó al territorio mexicano transportaba 14 esclavos a quienes declaró como "negros libres".  Se dedicó al comercio de esclavos africanos, los cuales eran traídos desde el Congo por la vía de Cuba. Sus actividades eran ilícitas tanto en México, en donde se había abolido la esclavitud, como en Estados Unidos, en donde estaba prohibido el tráfico de esclavos. Con sus ganancias compró una rancho en San Fernando. A partir de 1835 se dedicó a reclutar voluntarios, y conseguir financiamientos, con sus conocidos y amigos en Estados Unidos, para organizar un movimiento independentista contra el gobierno mexicano, ofeciendo y especulando con la tenencia de tierras. En abril, durante una corta visita a Nueva Orleans, fue arrestado a causa de una deuda, no obstante, obtuvo su libertad mediante el pago de la fianza correspondiente.

## Independencia de Texas
En septiembre se incorporó a las milicias texanas, fue nombrado capitán de la Guardia de Brazos. Se unió a James Bowie participando en la batalla de Concepción el 28 de octubre. El 13 de noviembre, Sam Houston, a pesar de conocer su vida privada referente al tráfico de esclavos, decidió nombrarlo inspector general del ejército con instrucciones de formar una línea defensiva en Goliad y Gonzáles para esperar el grueso de la artillería que llegaría en marzo de 1836. Sin embargo, por sus antecedentes en West Point, Fannin contestó que deseaba ser nombrado general de brigada y ser asignado a una "zona de peligro".  El 22 de noviembre fue relevado por Stephen F. Austin. Después de pasar algunos días con su familia, finalmente, el 7 de diciembre fue nombrado coronel de artillería. Un mes más tarde recibió órdenes para realizar una expedición a Matamoros, se embarcó en el río Brazos, en Velasco y desembarcó en Copano donde incrementó su fuerza militar con cuatro compañías de voluntarios de Georgia. El 4 de febrero, al llegar a El Refugio, fue informado que las tropas mexicanas al mando de José Urrea marchaban hacia él. Tras darse cuenta de que ni los hombres ni los pertrechos eran suficientes para enfrentar a las tropas mexicanas, decidió retirarse hacia Goliad para fortalecerse en el presidio La Bahía, lugar que rebautizó con el nombre de Fort Defiance. Al día siguiente escribió al gobierno provisional de la República de Texas pidiendo ayuda y criticando la apatía e indiferencia de sus conciudadanos para la defensa del país.
El 2 de marzo las tropas mexicanas vencieron al doctor James Grant en la batalla de Agua Dulce, algunos supervivientes lograron escapar y llegaron a Goliad para rendir informes a Fannin. El 11 de marzo Houston envió un mensaje a Fannin informándole lo sucedido en el sitio de El Álamo así como instrucciones para retroceder con la artillería hacia Guadalupe Victoria para defender dicha plaza, los cañones que no fuera posible transportar deberían ser arrojados al río y, al partir, debería incendiar el presidio. Para su mala suerte, sus mensajes fueron interceptados por las tropas mexicanas. 
El general José Urrea, con una tropa de vanguardia, alcanzó a la columna texana el 19 de marzo librándose así la batalla de Coleto. Fannín fue herido en un muslo, sus tropas pudieron resistir ese día a la caballería e infantería mexicana, pero fueron obligados a rendirse a la mañana siguiente cuando comenzó el fuego de la artillería mexicana. Fannin y sus hombres fueron hechos prisioneros de guerra y traslados de nueva cuenta a Goliad.

## Masacre de Goliad y muerte
El 26 de marzo, un correo enviado por el  general Antonio López de Santa Anna fue recibido en Goliad, las órdenes contenidas giraban instrucciones para fusilar a los prisioneros por "crímenes cometidos contra México". El teniente coronel Nicolás de la Portilla respondió a Santa Anna que las órdenes serían cumplidas al día siguiente. Los médicos y algunos hombres fueron perdonados, el resto de los prisioneros fue ejecutado en un fusilamiento masivo conocido como la masacre de Goliad.
Fannin fue el último en ser fusilado, solicitó al capitán Carolino Huerta que su reloj fuera enviado a su esposa y le ofreció el poco dinero que llevaba consigo. El capitán, que no hablaba inglés, creyó que se trataba de obsequios y se quedó tanto con el reloj como con el dinero. La actitud del capitán Carolino Huerta fue acusada en el diario de Enrique de la Peña como un acto deshonesto. Finalmente fue fusilado con los ojos vendados y sentado en una silla a consecuencia de la herida en su muslo. Su cadáver, junto con el resto, fue arrojado a una fosa.